# Tigrisfahágó
A tigrisfahágó (Dendrocolaptes sanctithomae) a madarak osztályának verébalakúak (Passeriformes) rendjébe, valamint a fazekasmadár-félék (Furnariidae) családjába és a fahágóformák (Dendrocolaptinae) alcsaládjába tartozó faj.

## Rendszerezése
A fajt Frédéric de Lafresnaye francia ornitológus írta le 1852-ben, a Dendrocops nembe Dendrocops Sancti-Thomae néven.

## Alfajai
- Dendrocolaptes sanctithomae hesperius Bangs, 1907
- Dendrocolaptes sanctithomae punctipectus Phelps & Gilliard, 1940
- Dendrocolaptes sanctithomae sanctithomae (Lafresnaye, 1852)
- Dendrocolaptes sanctithomae sheffleri Binford, 1965[2]

## Előfordulása
Mexikó, Belize, Costa Rica, Guatemala, Honduras, Nicaragua, Salvador, Panama, Kolumbia, Ecuador és Venezuela területén honos. 
Természetes élőhelyei a szubtrópusi és trópusi  síkvidéki és hegyi esőerdők, valamint mangroveerdők.

## Megjelenése
Átlagos testhossza 29 centiméter, testtömege 71 gramm.

## Életmódja
A fatörzseken és ágakon kúszva halad, merev farkára támaszkodva.

## Természetvédelmi helyzete
Az elterjedési területe rendkívül nagy, egyedszáma viszont csökken, de még nem éri el a kritikus szintet. A Természetvédelmi Világszövetség Vörös listáján nem fenyegetett fajként szerepel.